# Pierre-Hugues Herbert
Pour les articles homonymes, voir Herbert.
Pierre-Hugues Herbert, né le 18 mars 1991 à Schiltigheim (Bas-Rhin), est un joueur de tennis français, professionnel depuis 2010.
Il a réalisé le Grand Chelem en carrière en double, associé à Nicolas Mahut, remportant l'US Open 2015, Wimbledon 2016, Roland-Garros 2018 et 2021 et l'Open d'Australie 2019. Vainqueur de dix-neuf autres tournois, dont sept Masters 1000 et les Masters 2019 et 2021, son meilleur classement est une 2e place mondiale, atteinte pour la première fois le 11 juillet 2016. En simple, il a atteint sa première finale ATP en 2015 et a joué et perdu trois autres finales.
Il est membre de l'équipe de France de Coupe Davis depuis la saison 2015, participant notamment à la campagne victorieuse de 2017, en ayant remporté le match de double au 1er tour, en demi-finale puis en finale et à la finale de 2018 où il remporte la seule victoire française avec Mahut.

## Carrière

### 2006-2009: Carrière junior
Pierre-Hugues Herbert fait ses débuts sur le circuit junior en 2006. En 2009, il s'adjuge le titre junior de Wimbledon en double avec Kevin Krawietz. Il atteint ensuite la demi-finale de l'US Open en simple, battu par Bernard Tomic. Il clôt sa carrière junior à la 9e place mondiale.

### 2010-2012: débuts professionnels
Le tennisman passe professionnel au début de 2010. Il alterne alors entre les tournois Challenger et Futures tout en progressant au classement ATP. Sur le circuit Challenger, Herbert remporte son premier titre en double à l'Open d'Orléans aux côtés de Nicolas Renavand (titre qu'ils conserveront l'année suivante). En 2012, lors du Challenger de Cherbourg, il bat son premier joueur du top 100, Édouard Roger-Vasselin, alors 90e (1-6, 6-4, 6-4).

### 2013: percée timide
Pierre-Hugues Herbert participe à son premier tournoi ATP à Metz en se qualifiant ; il échoue au premier tour face à Florian Mayer. La semaine suivante, il profite du forfait de Michaël Llodra pour se hisser en demi-finale du Challenger d'Orléans, soit sa meilleure performance dans ce type de tournoi. Il récidive en novembre à Yokohama. Le joueur fait parler de lui lors du Masters de Paris-Bercy puisqu'il parvient à se qualifier en éliminant Horacio Zeballos (53e au classement ATP) et Kenny de Schepper (92e). Au premier tour, il surclasse ensuite à la surprise générale Benoît Paire, 26e mondial (6-2, 6-2), avant de s'incliner face à Novak Djokovic, malgré une belle résistance (7-63, 6-3).

### 2014: premières performances et premier titre en double
Un statut de lucky loser le propulse directement en huitièmes de finale de l'Open de Brisbane mais il perd contre Sam Groth. Pierre-Hugues Herbert remporte son premier titre en simple en Challenger à Quimper face à Vincent Millot (ainsi que le double avec Albano Olivetti), puis reçoit une invitation pour jouer dans le tableau principal à Roland-Garros, où il s'incline face à John Isner.
Issu des qualifications, il élimine Jerzy Janowicz, 24e à l'ATP, lors du premier tour de l'Open de Halle. Il parvient également à se qualifier à Wimbledon avant de s'incliner contre Jack Sock.
L'athlète français remporte son premier titre ATP en double lors de l'Open du Japon aux côtés de Michał Przysiężny, alors qu'ils étaient remplaçants (ils ont intégré le tableau à la suite du forfait de la paire Tsonga/Simon). Ils écartent sur leur parcours trois têtes de série dont les no 1 mondiaux, Bob et Mike Bryan, au premier tour.
En septembre et octobre, Herbert aligne plusieurs victoires contre des membres du top 100 : Bernard Tomic (65e mondial) à Kuala Lumpur, Pablo Carreño-Busta (64e) à Stockholm, Jan-Lennard Struff (50e, en qualifications), Paul-Henri Mathieu (82e, en qualifications) et Édouard Roger-Vasselin (64e) à Bâle. Ces performances lui permettent de s'approcher de ce même top 100. Il conclut l'année en s'imposant en simple et en double au tournoi challenger de Vendée.

### 2015: première finale en simple, titre en double à l'US Open
Pierre-Hugues Herbert rejoint le giron fédéral, mettant entre parenthèses son association avec son père comme coach. Il participe mi-janvier aux qualifications pour l'Open d'Australie mais s'y incline dès son premier tour face à Chung Hyeon, 169e mondial. En revanche, aux côtés de Nicolas Mahut lors du tournoi en double, ils réalisent ensemble la sensation en battant notamment successivement les têtes de série no 8 Aisam-Ul-Haq Qureshi et Nenad Zimonjić (6-3, 6-3), no 2 Julien Benneteau et Édouard Roger-Vasselin (7-65, 3-6, 6-3) et no 4 Ivan Dodig et Marcelo Melo (6-4, 65-7, 7-65), atteignant ainsi la finale où ils s'inclinent en deux sets (6-4, 6-4) contre la paire italienne, Simone Bolelli et Fabio Fognini.
Le sportif français est marqué par des blessures qui le contraignent à plusieurs mois de repos. Associé à Nicolas Mahut en double à Roland-Garros, il s'incline au stade des 1/8 de finale. Mais il revient progressivement en forme pour le début de la saison sur herbe. Au tournoi de Bois-le-Duc, en double, Herbert et Mahut atteignent la finale, en sortant notamment les paires Daniel Nestor-Leander Paes (no 2) et Jamie Murray-John Peers (no 3). La semaine suivante, au tournoi du Queen's, il remporte le titre en double avec Mahut en battant notamment la paire Alexander Peya-Bruno Soares (no 1) en demi-finale, puis Nenad Zimonjić-Marcin Matkowski (no 2) en finale. À Wimbledon, il se qualifie en simple et passe le premier tour face à Chung Hyeon en cinq sets, sa première victoire en Grand Chelem, puis s'incline au deuxième tour contre Bernard Tomic (no 27) en trois sets. En double, associé à Nicolas Mahut, il s'incline en huitièmes de finale face à Marcin Matkowski et Nenad Zimonjić.
Pierre-Hugues Herbert est retenu par Arnaud Clément pour le quart de finale de la Coupe Davis contre la Grande-Bretagne. Il restera néanmoins cinquième joueur, n'intégrant pas l'équipe finale.
Il reçoit une invitation pour disputer l'US Open. Lors du tournoi de la semaine précédente à Winston Salem, alors 140e mondial, il sort des qualifications et bat successivement dans le tableau final Serhiy Stakhovsky, Márcos Baghdatís, Aljaž Bedene, Pablo Carreño-Busta et Steve Johnson, chacun membre du top 60. Cette dernière victoire face à l'Américain Steve Johnson permet ainsi au Français de se qualifier pour la toute première finale de sa carrière sur le circuit ATP et d'intégrer le top 100 pour la première fois de sa carrière également. Il s'incline ensuite contre Kevin Anderson lors d'une finale très disputée (6-4, 7-5), sans démériter face au 15e joueur mondial.
Lors de l'US Open, Herbert joue le double toujours associé à Nicolas Mahut. Après avoir vaincu Marcel Granollers et Marc López (no 7), puis Jean-Julien Rojer et Horia Tecău (no 3), le duo atteint sa deuxième finale en Grand Chelem de l'année, après s'être débarrassé de Dominic Inglot et Robert Lindstedt. Ils remportent leur premier titre du Grand Chelem après une victoire sur Jamie Murray et John Peers (no 8), 6-4, 6-4. Herbert et Mahut deviennent ainsi la première paire française à remporter l'US Open.

### 2016: 3 titres en Masters 1000 et victoire à Wimbledon en double, sélections en Coupe Davis
Après avoir passé les qualifications de l'Open d'Australie, Pierre-Hugues Herbert intègre le tableau principal et bat successivement Pablo Andújar (5-7, 6-4, 7-65, 6-2) puis Noah Rubin, invité du tournoi, (6-3, 6-4, 6-0). Il se qualifie pour la première fois de sa carrière au 3e tour d'un Grand Chelem et affronte son compatriote Jo-Wilfried Tsonga, contre qui il montre un bon niveau de jeu avec une bonne intensité dans l'échange mais finit par perdre en trois manches (4-6, 67-7, 64-7) en 2 h 12 de jeu. En revanche, en double, le Français, épuisé par les six tours qu'il a dû enchaîner en simple, s'incline dès le 2e tour aux côtés de Nicolas Mahut face à la paire remplaçante espagnole composée de Pablo Andújar et Pablo Carreño-Busta sur le score de 7-64, 4-6, 1-6. Ils étaient têtes de série no 6 et finalistes sortants.
Le tennisman poursuit sa saison par le Challenger de Bergame où il bat au 1er tour le Portugais Federico Gaio (6-3, 6-3), puis au 2e tour le Japonais Go Soeda (6-4, 6-3). Il continue sa belle avancée en s'imposant en quart de finale face à Peter Gojowczyk (3-6, 7-63, 7-64) et en demie face à son compatriote Grégoire Barrere (6-4, 6-4). Il se qualifie pour la finale et dispose en deux sets du Bulgare Egor Gerasimov (6-3, 7-65), remportant ainsi son 3e titre en Challenger. Il enchaîne ensuite avec un autre Challenger, celui de Wrocław en Pologne, mais s'y incline dès son entrée en lice face au tenant du titre Farrukh Dustov en trois jeux décisifs (64-7, 7-65, 63-7). Il remporte néanmoins l'épreuve du double de ce même tournoi aux côtés d'Albano Olivetti. Herbert est présent pour la 3e semaine consécutive à un Challenger, cette fois-ci à Cherbourg, où il bat au 1er tour son compatriote David Guez (7-62, 6-4) puis au tour suivant un autre tricolore, Tristan Lamasine (7-63, 6-4). Il s'incline en quart de finale face à Jordan Thompson (65-7, 7-64, 66-7), après s'être procuré deux balles de match dans le dernier set. Il déclare forfait la semaine suivante pour le Challenger de Quimper.
Pierre-Hugues Herbert entame la tournée américaine en sortant des qualifications du tournoi d'Indian Wells, premier Masters 1000 de la saison. Toutefois, il s'incline dès son entrée en lice face à Jozef Kovalík, également issu des qualifications, en 3 sets (4-6, 7-69, 65-7). Aligné en double aux côtés de Nicolas Mahut, ils remportent le tournoi en s'imposant successivement face aux paires Dimitrov/Mirnyi, Nestor/Štěpánek, Chardy/Martin, Roger-Vasselin/Zimonjić puis les tenants du titre en finale Vasek Pospisil et Jack Sock (6-3, 7-65). Présent la semaine suivante à Miami, Herbert sort des qualifications et s'impose au 1er tour face à Lukáš Rosol (7-5, 6-4) avant de s'incliner au tour suivant contre Kei Nishikori (2-6, 64-7), rencontre durant laquelle le Français s'est procuré deux balles de set dans la 2e manche à 5-3 en sa faveur. Cette défaite lui permet néanmoins de réintégrer le top 100. En double, Mahut et lui continuent leur beau parcours et remportent le tournoi en battant consécutivement les tandems Marach/Thiem, Qureshi/Simon, Chardy/Martin, qu'ils retrouvent une nouvelle fois en quart de finale, cette fois-ci dans un match très serré (65-7, 7-65, [10-7]), les frères Bryan (6-3, 6-3) avec autorité et en finale Raven Klaasen et Rajeev Ram (5-7, 6-1, [10-7]). Pierre-Hugues Herbert signe ainsi son 5e titre dans la discipline, son 2e Masters 1000 d'affilée. Cette victoire lui permet d'atteindre la 6e place, le meilleur classement de sa carrière en double.
L'athlète entame sa saison sur terre battue par le Masters 1000 de Monte-Carlo en sortant des qualifications et en s'imposant au 1er tour face à l'Argentin Guido Pella (6-3, 6-4). Au tour suivant, il parvient à faire douter le Britannique et no 2 mondial Andy Murray en empochant la 2e manche avant de s'incliner dans le 3e set sur le score de 2-6, 6-4, 3-6. En double, Nicolas Mahut et lui battent par forfait Rafael Nadal et Fernando Verdasco pour leur entrée en lice, Dominic Inglot et Andy Murray en quart de finale, puis Juan Sebastián Cabal et Robert Farah en demie. Ils se qualifient pour leur troisième finale consécutive en Masters 1000, qu'ils remportent face à Jamie Murray et Bruno Soares (4-6, 6-0, [10-6]). Ils signent alors leur 3e succès consécutif en Masters 1000, performance seulement réalisée par les frères Bryan. Herbert continue ainsi son ascension au classement en atteignant la 4e place mondiale. Après deux semaines de repos, on le retrouve au Masters 1000 de Madrid où il sort des qualifications mais s'incline d'entrée de jeu contre Sam Querrey (7-65, 65-7, 4-6). En double, Nicolas Mahut et lui s'inclinent en demi-finale contre Jean-Julien Rojer et Horia Tecău (2-6, 63-7). Il s'agit de leur troisième défaite ensemble depuis le début de la saison. Initialement aligné en double au Masters 1000 de Rome, Herbert déclare forfait en raison d'une inflammation au genou, préférant ne prendre aucun risque avant Roland-Garros. Aux Internationaux de France donc, il s'incline lors de son entrée en lice contre Alexander Zverev (7-5, 2-6, 66-7, 5-7), malgré trois balles de set non converties dans le 3e set. En double, Nicolas Mahut et lui battent Sam Groth et Bernard Tomic, puis Denis Kudla et Julio Peralta mais s'inclinent en huitième de finale contre Feliciano López et Marc López (67-7, 1-6), les futurs vainqueurs, après avoir manqué deux balles de set dans le jeu décisif de la 1re manche. Il atteint les demi-finales du double mixte aux côtés de Kristina Mladenovic en butant contre Sania Mirza et Ivan Dodig. À l'issue de ce tournoi, il atteint la 3e place mondiale en double et la 79e place en simple, les meilleurs classements de sa carrière.
Le joueur entame sa saison sur gazon par le tournoi de Stuttgart où il s'incline dès le 1er tour contre Philipp Kohlschreiber (4-6, 1-6). La semaine suivante, il parvient à conserver son titre en double aux côtés de Nicolas Mahut au Queen's en battant en finale Chris Guccione et André Sá (6-3, 7-65). Il s'agit de son 7e titre dans la discipline. Présent à Wimbledon, il prend sa revanche sur Philipp Kohlschreiber, tête de série no 21, au 1er tour sur le score de 7-5, 6-3, 3-6, 6-3. Au tour suivant, il s'impose face à Damir Džumhur (3-6, 7-61, 7-60, 6-2) dans un match à l'ambiance tendue, avant d'être écarté au 3e tour par son ami et coéquipier de double Nicolas Mahut (65-7, 4-6, 6-3, 3-6). En double, il remporte le tournoi aux côtés de Mahut. En quart de finale, il bat Henri Kontinen et John Peers (6-4, 66-7, 6-4, 7-68) et en demi Treat Conrad Huey et Max Mirnyi (6-4, 3-6, 63-7, 6-4, 6-4). Il s'impose en finale face à ses compatriotes Julien Benneteau et Édouard Roger-Vasselin (6-4, 7-61, 6-3). Il s'agit de la première finale de Grand Chelem 100% française en double hors des frontières hexagonales. À l'issue du tournoi, il améliore son classement en atteignant la 2e place mondiale, derrière son partenaire,.
Le sportif français est appelé, pour la deuxième fois de sa carrière, par Yannick Noah pour disputer le quart de finale de Coupe Davis contre la République tchèque, au même titre que Lucas Pouille, Jo-Wilfried Tsonga, Nicolas Mahut et Gilles Simon (remplaçant). Herbert-Mahut remportent le double en 5 manches (6-1, 3-6, 6-3, 4-6, 6-4) face à Lukáš Rosol et Radek Štěpánek et permet à la France de mener 2 à 1. Trois semaines plus tard, il représente pour la première fois de sa carrière les couleurs de la France aux Jeux olympiques de Rio en double aux côtés de Nicolas Mahut. Malgré leur statut de favoris et de têtes de série no 1, les deux Français s'inclinent dès le 1er tour face aux Colombiens Juan Sebastián Cabal et Robert Farah (64-7, 3-6), en manquant 4 balles de débreak à 5-3 dans le 2e set. Contre-performance donc pour cette équipe pressentie jusqu'alors pour une médaille d'or dans la discipline. Il est également aligné en double mixte aux côtés de Kristina Mladenovic où il s'incline là aussi dès le 1er tour contre les Italiens Roberta Vinci et Fabio Fognini (4-6, 6-3, [8-10]). À Cincinnati, il ne participe qu'à l'épreuve du double aux côtés de Mahut dans laquelle il perd en quart de finale contre Daniel Nestor et Vasek Pospisil (6-4, 4-6, [6-10]). Au tournoi de Winston-Salem, dont il est le finaliste sortant, il est éliminé dès le 1er tour par Donald Young (4-6, 1-6). Même désillusion à l'US Open, battu par Mischa Zverev (4-6, 66-7, 6-4, 0-6). En double, Nicolas Mahut et lui passent les trois premiers tours sans trop de difficulté, éliminent en quart de finale Robert Lindstedt et Aisam-Ul-Haq Qureshi mais ne parviennent pas à conserver leur titre, perdant en demi-finale face aux têtes de série no 4, Jamie Murray et Bruno Soares, (5-7, 6-4, 3-6).
Pierre-Hugues Herbert est convoqué par Yannick Noah pour la deuxième fois consécutive pour disputer la demi-finale de Coupe Davis contre la Croatie. Malheureusement, Nicolas Mahut et lui s'inclinent à l'issue du double contre Marin Čilić et Ivan Dodig (66-7, 7-5, 66-7, 3-6). À Metz, il remporte son premier match en simple depuis près de trois mois en écartant Íñigo Cervantes (7-63, 6-2) au 1er tour. Il perd ensuite face à son compatriote Lucas Pouille (4-6, 7-66, 4-6). Redescendu à la 108e place mondiale, l'athlète zappe la tournée asiatique pour se focaliser sur le simple en participant à des tournois Challenger. Un choix très judicieux puisqu'il remporte le Challenger d'Orléans en dominant en finale Norbert Gombos (7-5, 4-6, 6-3). Cette performance lui permet de faire un bond de plus de 20 places grâce aux 125 points gagnés, et de s'installer à la 83e place mondiale. Il participe ensuite à la première édition du tournoi d'Anvers. Aligné seulement en double, Nicolas Mahut et lui sont éliminés en finale par Daniel Nestor et Édouard Roger-Vasselin (4-6, 4-6). Deux semaines plus tard, il sort des qualifications du Masters 1000 de Paris-Bercy mais est battu au 1er tour par Feliciano López (63-7, 4-6). En double, il s'incline en finale contre Henri Kontinen et John Peers (4-6, 6-3, [6-10]). Il conclut sa saison par une deuxième participation au Masters de Londres aux côtés de Nicolas Mahut. Leur parcours est de courte durée après leur élimination prématurée lors des phases de poules. Les Français ont en effet essuyé un échec cinglant en s'inclinant tour à tour contre Raven Klaasen et Rajeev Ram, Feliciano López et Marc López, et Henri Kontinen et John Peers. Pierre-Hugues Herbert et son partenaire finissent 2e meilleure équipe de l'année, derrière Jamie Murray et Bruno Soares.

### 2017: victoire en Coupe Davis, 3 titres en Masters 1000 en double,1revictoire contre un top 10 en simple
Pierre-Hugues Herbert commence sa saison par le tournoi de Brisbane où il s'incline dès son entrée en lice contre l'Australien Sam Groth (3-6, 7-5, 5-7). En double, Nicolas Mahut et lui sont éliminés en 1/4 de finale par Thanasi Kokkinakis et Jordan Thompson (6-1, 4-6, [7-10]). Il participe la semaine suivante à la 2e édition du Challenger de Canberra où il est défait au 2e tour par Denis Shapovalov, 247e mondial. Il est battu au 1er de l'Open d'Australie par Jack Sock (4-6, 64-7, 3-6). En double, Mahut et lui sont éliminés en 1/4 de finale par Marc Polmans et Andrew Whittington (62-7, 6-2, 4-6), respectivement 251e et 311e mondial dans la discipline. Quelques jours plus tard, il est sélectionné par Yannick Noah pour disputer le 1er tour de Coupe Davis contre le Japon. Aligné en double aux côtés de Nicolas Mahut, il qualifie l'équipe de France pour les 1/4 de finale en battant Yuichi Sugita et Yasutaka Uchiyama (6-3, 6-4, 6-4).
On le retrouve ensuite au tournoi de Montpellier où il écarte pour son entrée en lice Calvin Hemery (6-3, 7-5) avant de s'incliner contre Jo-Wilfried Tsonga en 44 minutes de jeu (1-6, 2-6). Il réalise sa première performance au 1er tour du tournoi de Rotterdam en battant Feliciano López, 31e mondial, en 2 sets (7-65, 7-65) et enchaîne au tour suivant avec une victoire sur un autre qualifié, Evgeny Donskoy, (6-2, 7-64). Herbert réalise sa deuxième performance de l'année, celle-ci beaucoup plus importante puisqu'il bat son premier top 10, en écartant Dominic Thiem, 8e mondial, en 2 sets (6-4, 7-63), au cours d'un match abouti aussi bien au service (80 % de premier service remporté) qu'au retour (57 % de points gagnants). Il se qualifie pour la première fois de sa carrière en 1/2 finale d'un ATP 500 où il perd face à David Goffin (1-6, 3-6). Cela lui permet d'atteindre le meilleur classement de sa carrière en simple (68e). Aligné en double aux côtés de Nicolas Mahut, il s'incline dans la même soirée en demi-finale face à Ivan Dodig et Marcel Granollers (3-6, 4-6).
Au Masters 1000 d'Indian Wells, il domine pour son entrée en lice Thomaz Bellucci (7-65, 61-7, 6-3) puis perd contre Fernando Verdasco (65-7, 1-6). Il défend également son titre en double avec Nicolas Mahut mais ils sont battus dès les 1/8 de finale par Novak Djokovic et Viktor Troicki (7-5, 1-6, [9-11]), dans un match où ils se sont procuré une balle de match. Chutant au 1er tour des qualifications en simple à Miami, Pierre-Hugues Herbert est contraint au forfait en 1/8 de finale de l'épreuve du double. Ressentant une pointe au niveau de la cuisse, il ne préfère prendre aucun risque à 10 jours du 1/4 de finale de Coupe Davis. Il ne conservera donc pas le titre qu'il avait glané la saison passée avec Nicolas Mahut.
Sélectionné au départ par Yannick Noah pour affronter la Grande-Bretagne en 1/4 de finale de la Coupe Davis, Pierre-Hugues Herbert ne prendra finalement pas part à cette rencontre, compte tenu de l'étendue de ses blessures (lésion musculaire de grade 2 à la cuisse droite). Il est remplacé par Julien Benneteau. De retour sur le circuit, il chute au dernier tour des qualifications du Masters 1000 de Monte-Carlo. Il bénéficie néanmoins du forfait de Philipp Kohlschreiber pour intégrer le tableau principal. Il est dominé au 1er tour par Carlos Berlocq (6-3, 2-6, 1-6). Il défend son titre en double aux côtés de Nicolas Mahut mais ils s'inclinent en 1/2 finale face à Feliciano López et Marc López (1-6, 64-7). À Barcelone, l'athlète est battu dès son entrée en lice par Jan-Lennard Struff (5-7, 3-6). Privé de son partenaire en double, il s'aligne aux côtés de son ami David Goffin avec qui il perd en 1/4 de finale contre Philipp Petzschner et Alexander Peya (3-6, 6-4, [7-10]). Il marque une semaine de pause avant de reprendre au Masters 1000 de Madrid où il parvient à se qualifier pour le tableau principal. Il écarte au 1er tour son compatriote Lucas Pouille (7-65, 64-7, 6-3) avant d'être éliminé par Borna Ćorić (5-7, 4-6). Éliminé au 1er tour des qualifications du Masters 1000 de Rome, il se rattrape en remportant l'épreuve du double aux côtés de Nicolas Mahut en battant en finale Ivan Dodig et Marcel Granollers (4-6, 6-4, [10-3]). Il s'agit de leur 1er titre de la saison ensemble, leur 4e en Masters 1000. Une semaine plus tard, il joue à Roland-Garros et signe sa première victoire Porte d'Auteuil dans le tableau final, en s'imposant contre Jared Donaldson (6-4, 7-65, 6-4). Il frôle l'exploit au tour suivant contre Fernando Verdasco, face à qui il finit par s'incliner en 5 manches (3-6, 6-3, 6-4, 3-6, 3-6). En revanche, en double, aux côtés de Nicolas Mahut, il est éliminé dès le 1er tour par Nick Kyrgios et Jordan Thompson (68-7, 6-4, 3-6).
Il commence la saison sur gazon par le tournoi de Stuttgart où il est battu dès son entrée en lice par le vétéran de 39 ans Tommy Haas (3-6, 7-5, 4-6). Au Queen's, il doit abandonner en double dès le 1er tour, incommodé par des spasmes au niveau du dos, alors qu'il est double tenant du titre avec Nicolas Mahut. C'est la première fois depuis le début de leur collaboration que les deux hommes enchaînent deux défaites consécutives au 1er tour, après leur déroute à Roland Garros. À Wimbledon, il bénéficie de l'abandon de Nick Kyrgios pour son entrée en lice (6-3, 6-4, ab.) mais finit par s'incliner au 2e tour contre son compatriote Benoît Paire (64-7, 1-6, 4-6). Tenant du titre en double, Nicolas Mahut et lui subissent une nouvelle défaite marquante dès le 2e tour face à Jay Clarke et Marcus Willis, respectivement 882e et 702e mondiaux dans la discipline, (6-3, 1-6, 63-7, 7-5, 3-6). Il clôt sa saison sur gazon par le tournoi de Newport, dont il est tête de série no 3. Il bat pour son entrée en lice Adrián Menéndez-Maceiras (7-5, 2-6, 6-3) mais s'incline en 1/4 de finale face à Bjorn Fratangelo (2-6, 7-5, 4-6).
Pierre-Hugues Herbert entame sa saison américaine estivale trois semaines plus tard, à Montréal. Issu des qualifications, il s'incline dès le 1er tour contre Jack Sock (64-7, 3-6). Il remporte l'épreuve du double aux côtés de Nicolas Mahut en écartant en finale Rohan Bopanna et Ivan Dodig (6-4, 3-6, [10-6]). Les deux hommes enchaînent parfaitement la semaine suivante et décrochent un 2e titre consécutif à Cincinnati, évinçant en finale Jamie Murray et Bruno Soares (7-66, 6-4). Il s'agit de son 11e trophée dans la discipline, le 3e de la saison dans cette catégorie. Il atteint dans le même temps son meilleur classement en simple (63e). On le retrouve ensuite à Winston-Salem où il s'incline d'entrée contre Julien Benneteau (3-6, 2-6), 24 heures seulement après son sacre dans l'Ohio. Il est également défait au 1er tour de l'US Open par John Isner (1-6, 3-6, 6-4, 3-6). En double, Nicolas Mahut et lui, qui ont une 1/2 finale à défendre, sont surpris d'entrée par les Néerlandais Robin Haase et Matwé Middelkoop (3-6, 4-6).
Le tennisman dispute ensuite la 1/2 finale de Coupe Davis contre la Serbie, participant à la victoire française en remportant le double avec Nicolas Mahut face à Filip Krajinović et Nenad Zimonjić (6-1, 6-2, 7-63). Il enchaîne quelques jours plus tard avec le tournoi de Metz, où, visiblement fatigué, il s'incline dès le 1er tour contre Mischa Zverev (7-63, 3-6, 2-6). Il est contraint de déclarer forfait pour le double, ressentant une pointe au niveau de l'ischio-jambier droit. Il participe ensuite aux Challengers d'Orléans et Ortisei, où il atteint les 1/2 finales. De retour sur le circuit principal, il prend part au tournoi de Stockholm où il perd d'entrée contre le Polonais Jerzy Janowicz en 3 sets (2-6, 6-3, 3-6). Il joue ensuite au tournoi de Vienne où il bat Bernard Tomic au 1er tour (7-64, 7-5) avant de tomber face à Philipp Kohlschreiber (64-7, 3-6). Aligné au Masters 1000 de Paris-Bercy, il chute d'entrée contre Feliciano López (64-7, 3-6). En double, Nicolas Mahut et lui, finalistes sortants, sont éliminés en 1/4 de finale par Jamie Murray et Bruno Soares (4-6, 6-3, [10-12]), malgré 2 balles de match dans le super tie-break. Présent pour la troisième année consécutive au Masters de Londres aux côtés de Nicolas Mahut, les deux hommes sont à nouveau éliminés en phase de poule, Pierre-Hugues Herbert s'étant blessé au dos avant leur dernière rencontre. Ils avaient pourtant l'occasion de se qualifier pour la première fois en 1/2 finale du tournoi puisqu'ils avaient remporté leur premier match et perdu le suivant.
Herbert clôt sa saison par la finale de la Coupe Davis contre la Belgique. Inquiet de ne pas être prêt à temps à cause d'un lumbago contracté à Londres, il surprend le staff lors des entraînements et se voit sélectionné pour le double aux côtés de Richard Gasquet, Nicolas Mahut ayant été écarté par Yannick Noah, qui considérait que cette paire inédite était la meilleure possible. Il remporte le double en 4 sets contre Ruben Bemelmans et Joris De Loore (6-1, 3-6, 7-62, 6-4). À l'issue du 5e match décisif, la France soulève le Saladier d'argent et Pierre-Hugues Herbert décroche ainsi la première Coupe Davis de sa carrière.

### 2018: Titre en double à Roland-Garros et finale en simple à Shenzhen
Pierre-Hugues Herbert fait son retour à la compétition le 1er janvier, au tournoi de Pune, qui fête sa première édition. Après avoir battu Marco Cecchinato et Yuki Bhambri, il s'incline en quarts de finale contre Marin Čilić, 6e mondial, en 2 petits sets (3-6, 2-6). Également engagé en double aux côtés de Gilles Simon, ils s'inclinent en finale contre Robin Haase et Matwé Middelkoop. Il prend part ensuite à l'Open d'Australie où il chute d'entrée face à Denis Istomin (2-6, 1-6, 7-5, 63-7). Associé à Nicolas Mahut en double, ils chutent dès le deuxième tour contre Hans Podlipnik-Castillo et Andrei Vasilevski alors qu'ils menaient 5-1 dans le jeu décisif du dernier set et se sont procuré une balle de match.
Il est ensuite sélectionné par Yannick Noah pour disputer le premier tour de Coupe Davis contre les Pays-Bas. Il remporte le point du double avec Nicolas Mahut en battant la paire Robin Haase / Jean-Julien Rojer (7-66, 6-3, 63-7, 7-62). Il enchaîne 3 jours plus tard avec le tournoi de Montpellier où il bat au premier tour Kenny de Schepper avant d'être dominé par Richard Gasquet en 3 sets (63-7, 7-5, 3-6). Pierre-Hugues Herbert le retrouve la semaine suivante au premier tour du tournoi de Rotterdam et bénéficie cette fois-ci de son abandon, le Biterrois s'étant blessé au psoas. Son parcours s'arrête de nouveau au deuxième tour, battu par Daniil Medvedev (6-3, 62-7, 4-6). Également engagé en double avec Nicolas Mahut, il remporte le tournoi en battant en finale Oliver Marach et Mate Pavić (2-6, 6-2, 10-7), s'adjugeant le 12e titre de sa carrière dans la discipline. Les Français sont les premiers de l'année à battre cette équipe, qui était jusqu'alors invaincue depuis le début de la saison avec 3 titres et 16 victoires consécutives à leur actif. À Marseille, il domine pour son entrée en lice Norbert Gombos avant de s'incliner face à Lucas Pouille (6-3, 68-7, 4-6). Il enchaîne ensuite avec le tournoi de Dubaï où il écarte au premier tour João Sousa en sauvant trois balles de match avant d'être écarté par Roberto Bautista-Agut (4-6, 7-62, 1-6). Aligné en double aux côtés de Richard Gasquet, ils sont contraints de déclarer forfait en quart de finale, ce dernier souffrant de la jambe.
Aligné à Indian Wells, il domine pour son entrée en lice Gilles Simon, puis écarte la tête de série no 24 Gilles Müller. Il bénéficie au troisième tour de l'abandon de Gaël Monfils, touché au dos, et accède pour la première fois de sa carrière en huitième de finale d'un Masters 1000 où il est battu par Philipp Kohlschreiber (4-6, 61-7). Aligné en double avec Nicolas Mahut, ils s'inclinent également en huitième de finale contre Pablo Cuevas et Horacio Zeballos (65-7, 6-3, [11-13]). À Miami, il s'impose au premier tour contre Taylor Fritz avant de perdre contre Marin Čilić (5-7, 3-6). Il est ensuite retenu par Yannick Noah pour disputer le quart de finale de Coupe Davis contre l'Italie. Il remporte le point du double aux côtés de Nicolas Mahut en dominant Simone Bolelli et Fabio Fognini (6-4, 6-3, 6-1) et contribue à la qualification de l'équipe de France pour les demi-finales.
Il entame sa saison sur terre battue à Monte-Carlo où il sort des qualifications, puis écarte au premier tour Paolo Lorenzi avant de s'incliner au tour suivant contre la tête de série no 4 Grigor Dimitrov (6-3, 2-6, 4-6). Aligné également en double avec Nicolas Mahut, ils s'inclinent d'entrée face à Pablo Cuevas et Marcel Granollers (5-7, 64-7) alors qu'ils avaient une demi-finale à défendre. C'est une désillusion pour le tandem français qui avait brillé en Coupe Davis quelques jours auparavant. À Madrid, il s'incline au dernier tour des qualifications en simple et en demi-finale du double contre Bob et Mike Bryan (1-6, 62-7). Il fait ensuite un crochet furtif par le Challenger de Bordeaux où il est battu d'entrée par Stefan Kozlov. À Roland Garros, il écarte Peter Polansky, puis Jérémy Chardy en 5 sets avant de perdre au troisième tour contre l'américain John Isner (61-7, 4-6, 64-7). Il remporte le tournoi en double aux côtés de Nicolas Mahut en battant en finale les numéros 1 mondiaux à la race Oliver Marach et Mate Pavić (6-2, 7-64) après avoir sauvé deux balles de match au premier tour. Il s'agit de son 13e sacre dans la discipline, le 3e en Grand Chelem.
Il commence la saison sur gazon par le tournoi du Queen's où il est vaincu en simple au premier tour des qualifications. Nicolas Mahut et lui ne parviennent pas à enchaîner après leur titre Porte d'Auteuil, s'inclinant d'entrée contre Lleyton Hewitt, qui fait un retour à la compétition le temps de la saison sur herbe, et Nick Kyrgios (4-6, 6-3, [7-10]). Il enchaîne la semaine suivante avec le tournoi d'Antalya où il domine d'abord Federico Delbonis, puis le tenant du titre Yuichi Sugita avant d'être éliminé en quart de finale par le futur vainqueur Damir Džumhur (4-6, 1-6). À Wimbledon, il écarte pour son entrée en lice Mischa Zverev, titré la semaine passé à Eastbourne, mais s'incline au tour suivant contre Alex de Minaur (2-6, 7-68, 5-7, 3-6). Aligné également en double avec Nicolas Mahut, ils sont battus au deuxième tour par les Allemands Philipp Petzschner et Tim Pütz (4-6, 7-63, 64-7, 3-6).
Il fait son retour à la compétition trois semaines plus tard, sur dur, à l'occasion du Challenger de Grandby où il est éliminé au deuxième tour par le 219e mondial Ugo Humbert (4-6, 4-6). À Washington, il écarte pour son entrée en lice Mitchell Krueger avant de s'incliner contre David Goffin (2-6, 6-1, 65-7). Il enchaîne la semaine suivante avec le Masters 1000 de Toronto où il sort des qualifications, puis écarte au premier tour Albert Ramos-Viñolas avant de se laisser dominer par John Isner (63-7, 2-6). Aligné également en double avec Nicolas Mahut pour défendre leur titre, ils perdent d’entrée face à Kevin Anderson et Novak Djokovic (6-4, 4-6, 7-10). Il fait l'impasse sur le Masters 1000 de Cincinnati dont il est pourtant le tenant du titre en double. Il revient à l'occasion du tournoi de Winston-Salem où il est sorti d'entrée par le 385e mondial Franko Škugor (2-6, 3-6). Il met fin à cette tournée américaine par l'US Open. Facile vainqueur de Yuki Bhambri au premier tour, il est éliminé au tour suivant par Nick Kyrgios (6-4, 66-7, 3-6, 0-6).
Blessé aux ischio-jambiers, l'athlète français n'est pas sélectionné pour disputer la demi-finale de Coupe Davis contre l'Espagne. À Metz, il est sorti d'entrée par Radu Albot (3-6, 4-6). Il part ensuite en Chine où il participe au Tournoi de Shenzhen. Il écarte tour à tour Dušan Lajović, la tête de série no 2 Stéfanos Tsitsipás, puis Albert Ramos-Viñolas et Alex de Minaur avant de s'incliner en finale contre Yoshihito Nishioka (5-7, 6-2, 4-6). Il prend part deux semaines plus tard au Challenger d'Ortisei où il atteint à nouveau la finale, chutant contre son compatriote Ugo Humbert (4-6, 2-6). À Moscou, il écarte au premier tour Alexander Bublik avant d'être défait au tour suivant par Andreas Seppi (66-7, 65-7).

### 2019: Grand chelem en carrière avec le titre en double à Melbourne, victoire au Masters et finale en simple à Montpellier
Alignés en double à l'Open d'Australie pour la première fois depuis la finale perdue de Coupe Davis, Pierre-Hugues Herbert et Nicolas Mahut enchaînent les victoires, éliminant notamment Bob et Mike Bryan en quart de finale. En finale16h, ils s'imposent face à Henri Kontinen et John Peers, remportant ainsi leur quatrième tournoi du Grand Chelem ensemble. Ils deviennent les 23e et 24e joueurs à réaliser le Grand Chelem en carrière en double messieurs, et les premiers Français à le faire.
En simple, il s'aligne à Montpellier en tant que tête de série no 7. Il bat consécutivement Denis Kudla (6-2, 6-1), Ilya Ivashka (4-6, 6-4, 6-2), Denis Shapovalov (7-5, 7-64) et Tomáš Berdych (6-2, 7-5), avant de chuter face à son compatriote Jo-Wilfried Tsonga (4-6, 2-6), échouant pour la troisième fois à remporter son premier titre ATP en simple.
À Roland-Garros, il élimine au premier tour la tête de série numéro 12, le Russe Daniil Medvedev, mais perd au deuxième tour face à son compatriote Benoît Paire.
À l'approche de Wimbledon, Pierre-Hugues Herbert est au cœur d'une polémique. Une partie du public lui reproche en effet de ne pas s'aligner avec son partenaire habituel, Nicolas Mahut, avec lequel il a remporté de nombreux titres. Pierre-Hugues Herbert souhaite en effet saisir l'opportunité d'évoluer avec Andy Murray, ancien lauréat du tournoi en simple. Une autre partie du public comprend toutefois la décision du joueur qui a la possibilité d'évoluer avec l'ex-numéro un mondial devant son public, ce qui offre la perspective de vivre des ambiances inédites[réf. nécessaire]. Ils perdent leur deuxième match contre les Croates Nikola Mektić et Franko Škugor.

### 2021:2etitre à Roland-Garros et victoire au Masters en double, finale à Marseille en simple
À l'Open d'Australie, Pierre-Hugues Herbert est éliminé dès le premier tour par l'Italien Fabio Fognini en trois sets (4-6, 2-6, 3-6).
Début mars, il va jusqu'en finale au tournoi de Marseille. Il bat en chemin Kei Nishikori (6-1, 6-4), Cameron Norrie (6-3, 6-4), Stefanos Tsitsipas (66-7, 6-4, 6-2) et Ugo Humbert (6-3, 6-2). En finale le 14 mars, il est battu de peu par le Russe Daniil Medvedev (4-6, 7-64, 4-6).
Aux Internationaux de France, le joueur est battu au premier tour en simple par le jeune prodige italien Jannik Sinner en cinq manches (1-6, 6-4, 7-64, 5-7, 4-6), alors qu'il menait deux sets à un. En double, il gagne pour la 2e fois Roland-Garros avec Nicolas Mahut, ce qui en fait les seuls Français à avoir remporté 2 fois le même tournoi du Grand Chelem depuis Henri Cochet en 1930. Ils battent Alexander Bublik et Andrey Golubev en finale.
Herbert perd au premier tour lors du tournoi de Wimbledon, contre l'Espagnol Pablo Andújar, en cinq set (67-7, 6-4, 67-7, 7-5, 6-8) et 5 h 08 de jeu.
À l'US Open, il subit encore une défaite au premier tour, où il est battu au bout du cinquième set par son compatriote Adrian Mannarino, malgré le gain des deux premiers sets (6-3, 6-4, 4-6, 3-6, 3-6).
Avec Nicolas Mahut, il remporte le tournoi du Queen's et termine l'année par un deuxième titre au Masters.

### 2022: carrière ralentie par des blessures
En janvier 2022, le tennisman ne participe pas à l'Open d'Australie, non vacciné contre le Covid, à l'instar des deux joueurs du Top 100 ATP Novak Djokovic et Tennys Sandgren. En effet, le gouvernement australien impose la vaccination pour entrer sur son territoire. Pierre-Hugues Herbert craint alors un ralentissement de sa carrière dû à son refus de se faire vacciner.
En juin, il subit une rupture partielle du ligament extérieur et du croisé postérieur d'un genou, ce qui met un terme à sa saison.

### 2023: demi-Finale à l'Open de Moselle
De retour à la compétition en janvier 2023, il est atteint durant ce mois d'un syndrome Parsonage-Turner à l'épaule gauche. En mars, une déchirure aux abdominaux le contraint à un arrêt de plusieurs semaines. L'athlète est alors 397e au classement ATP en simple à la mi-mai.
Demi-finales au challenger Oeiras 2 et à Saint-Brieuc.

### 2024: titre au challenger de Quimper
En janvier, il remporte le Challenger de Quimper. En mars, il atteint la finale au tournoi de Naples.

### 2025: titre en double à Marseille et titre au challenger de Cherbourg
Après une finale perdue au Challenger de Quimper en janvier, il remporte son sixième Challenger à Cherbourg en mars.

## Palmarès

### Finales en simple messieurs
| No | Date       | Nom et lieu du tournoi            | Catégorie | Dotation  | Surface    | Vainqueur          | Score          |          |
| -- | ---------- | --------------------------------- | --------- | --------- | ---------- | ------------------ | -------------- | -------- |
| 1  | 24-08-2015 | Winston-Salem Open, Winston-Salem | ATP 250   | 616 210 $ | Dur (ext.) | Kevin Anderson     | 6-4, 7-5       | Parcours |
| 2  | 24-09-2018 | Shenzhen Open, Shenzhen           | ATP 250   | 733 655 $ | Dur (ext.) | Yoshihito Nishioka | 7-5, 2-6, 6-4  | Parcours |
| 3  | 04-02-2019 | Open Sud de France, Montpellier   | ATP 250   | 524 340 € | Dur (int.) | Jo-Wilfried Tsonga | 6-4, 6-2       | Parcours |
| 4  | 08-03-2021 | Open 13 Provence, Marseille       | ATP 250   | 534 790 € | Dur (int.) | Daniil Medvedev    | 6-4, 64-7, 6-4 | Parcours |

### Titres en double messieurs
| 24 titres en double | 5 G. Chelem | 5 G. Chelem | 5 G. Chelem | 5 G. Chelem | 2 Masters  | 2 Masters  | 2 Masters   | 2 Masters   | 7 Masters 1000 | 7 Masters 1000 | 7 Masters 1000 | 7 Masters 1000 | 6 ATP 500          | 6 ATP 500          | 6 ATP 500          | 6 ATP 500          | 4 ATP 250          | 4 ATP 250          | 4 ATP 250      | 4 ATP 250      | 0 JO           | 0 JO           | 0 JO           | 0 JO           |
| 24 titres en double | 16 sur dur  | 16 sur dur  | 16 sur dur  | 16 sur dur  | 16 sur dur | 16 sur dur | 4 sur gazon | 4 sur gazon | 4 sur gazon    | 4 sur gazon    | 4 sur gazon    | 4 sur gazon    | 4 sur terre battue | 4 sur terre battue | 4 sur terre battue | 4 sur terre battue | 4 sur terre battue | 4 sur terre battue | 0 sur moquette | 0 sur moquette | 0 sur moquette | 0 sur moquette | 0 sur moquette | 0 sur moquette |

| No | Date       | Nom et lieu du tournoi                               | Catégorie    | Dotation     | Surface      | Partenaire        | Finalistes                              | Score              |          |
| -- | ---------- | ---------------------------------------------------- | ------------ | ------------ | ------------ | ----------------- | --------------------------------------- | ------------------ | -------- |
| 1  | 29-09-2014 | Rakuten Japan Open Tennis Championships Tokyo        | ATP 500      | 1 228 825 $  | Dur (ext.)   | Michał Przysiężny | Ivan Dodig Marcelo Melo                 | 6-3, 63-7, [10-5]  | Parcours |
| 2  | 15-06-2015 | Aegon Championships Londres                          | ATP 500      | 1 574 640 €  | Gazon (ext.) | Nicolas Mahut     | Marcin Matkowski Nenad Zimonjić         | 6-2, 6-2           | Parcours |
| 3  | 31-08-2015 | US Open Flushing Meadows                             | G. Chelem    | 20 102 700 $ | Dur (ext.)   | Nicolas Mahut     | Jamie Murray John Peers                 | 6-4, 6-4           | Parcours |
| 4  | 10-03-2016 | BNP Paribas Open Indian Wells                        | Masters 1000 | 6 134 605 $  | Dur (ext.)   | Nicolas Mahut     | Vasek Pospisil Jack Sock                | 6-3, 7-65          | Parcours |
| 5  | 23-03-2016 | Miami Open presented by Itaú Miami                   | Masters 1000 | 6 134 605 $  | Dur (ext.)   | Nicolas Mahut     | Raven Klaasen Rajeev Ram                | 5-7, 6-1, [10-7]   | Parcours |
| 6  | 10-04-2016 | Monte-Carlo Rolex Masters Monte-Carlo                | Masters 1000 | 3 748 925 €  | Terre (ext.) | Nicolas Mahut     | Jamie Murray Bruno Soares               | 4-6, 6-0, [10-6]   | Parcours |
| 7  | 13-06-2016 | Aegon Championships Londres                          | ATP 500      | 1 802 945 €  | Gazon (ext.) | Nicolas Mahut     | Chris Guccione André Sá                 | 6-3, 7-65          | Parcours |
| 8  | 27-06-2016 | The Championships Wimbledon                          | G. Chelem    | 13 163 000 £ | Gazon (ext.) | Nicolas Mahut     | Julien Benneteau Édouard Roger-Vasselin | 6-4, 7-61, 6-3     | Parcours |
| 9  | 15-05-2017 | Internazionali BNL d'Italia Rome                     | Masters 1000 | 4 273 775 €  | Terre (ext.) | Nicolas Mahut     | Ivan Dodig Marcel Granollers            | 4-6, 6-4, [10-3]   | Parcours |
| 10 | 07-08-2017 | Coupe Rogers présentée par Banque Nationale Montréal | Masters 1000 | 4 662 300 $  | Dur (ext.)   | Nicolas Mahut     | Rohan Bopanna Ivan Dodig                | 6-4, 3-6, [10-6]   | Parcours |
| 11 | 13-08-2017 | Western & Southern Open Cincinnati                   | Masters 1000 | 4 973 120 $  | Dur (ext.)   | Nicolas Mahut     | Jamie Murray Bruno Soares               | 7-66, 6-4          | Parcours |
| 12 | 12-02-2018 | ABN AMRO World Tennis Tournament Rotterdam           | ATP 500      | 1 862 925 €  | Dur (int.)   | Nicolas Mahut     | Oliver Marach Mate Pavić                | 2-6, 6-2, [10-7]   | Parcours |
| 13 | 09-06-2018 | Roland-Garros Paris                                  | G. Chelem    | 18 232 000 € | Terre (ext.) | Nicolas Mahut     | Oliver Marach Mate Pavić                | 6-2, 7-64          | Parcours |
| 14 | 31-12-2018 | Qatar ExxonMobil Open Doha                           | ATP 250      | 1 313 215 $  | Dur (ext.)   | David Goffin      | Robin Haase Matwé Middelkoop            | 5-7, 6-4, [10-4]   | Parcours |
| 15 | 27-01-2019 | Australian Open Melbourne                            | G. Chelem    | 3 537 000 $A | Dur (ext.)   | Nicolas Mahut     | Henri Kontinen John Peers               | 6-4, 7-61          | Parcours |
| 16 | 28-10-2019 | Rolex Paris Masters Paris                            | Masters 1000 | 5 207 405 €  | Dur (int.)   | Nicolas Mahut     | Karen Khachanov Andrey Rublev           | 6-4, 6-1           | Parcours |
| 17 | 10-11-2019 | Nitto ATP Finals Londres                             | Masters      | 9 000 000 $  | Dur (int.)   | Nicolas Mahut     | Raven Klaasen Michael Venus             | 6-3, 6-4           | Parcours |
| 18 | 10-02-2020 | ABN AMRO World Tennis Tournament Rotterdam           | ATP 500      | 2 013 855 €  | Dur (int.)   | Nicolas Mahut     | Henri Kontinen Jan-Lennard Struff       | 7-65, 4-6, [10-7]  | Parcours |
| 19 | 12-10-2020 | bett1HULKS Indoors Cologne                           | ATP 250      | 271 345 €    | Dur (int.)   | Nicolas Mahut     | Łukasz Kubot Marcelo Melo               | 6-4, 6-4           | Parcours |
| 20 | 02-06-2021 | Roland-Garros Paris                                  | G. Chelem    | 38 409 679 € | Terre (ext.) | Nicolas Mahut     | Alexander Bublik Andrey Golubev         | 4-6, 7-61 6-4      | Parcours |
| 21 | 14-06-2021 | cinch Championships Londres                          | ATP 500      | 1 290 135 €  | Gazon (ext.) | Nicolas Mahut     | Reilly Opelka John Peers                | 6-4, 7-5           | Parcours |
| 22 | 10-11-2021 | Nitto ATP Finals Turin                               | Masters      | 7 250 000 $  | Dur (int.)   | Nicolas Mahut     | Rajeev Ram Joe Salisbury                | 6-4, 7-60          |          |
| 23 | 31-01-2022 | Open Sud de France Montpellier                       | ATP 250      | 427 645 €    | Dur (int.)   | Nicolas Mahut     | Lloyd Glasspool Harri Heliövaara        | 4-6, 7-63, [12-10] | Parcours |
| 24 | 10-02-2025 | Open 13 Provence Marseille                           | ATP 250      | 740 730 €    | Dur (int.)   | Benjamin Bonzi    | Sander Gillé Jan Zieliński              | 6-3, 6-4           | Tableau  |

### Finales en double messieurs
| No | Date       | Nom et lieu du tournoi                   | Catégorie    | Dotation     | Surface      | Vainqueurs                           | Partenaire      | Score             |          |
| -- | ---------- | ---------------------------------------- | ------------ | ------------ | ------------ | ------------------------------------ | --------------- | ----------------- | -------- |
| 1  | 19-01-2015 | Australian Open Melbourne                | G. Chelem    | 13 916 572 $ | Dur (ext.)   | Simone Bolelli Fabio Fognini         | Nicolas Mahut   | 6-4, 6-4          | Parcours |
| 2  | 08-06-2015 | Topshelf Open Bois-le-Duc                | ATP 250      | 537 050 €    | Gazon (ext.) | Ivo Karlović Łukasz Kubot            | Nicolas Mahut   | 6-2, 7-69         | Parcours |
| 3  | 21-09-2015 | Moselle Open Metz                        | ATP 250      | 439 405 €    | Dur (int.)   | Łukasz Kubot Édouard Roger-Vasselin  | Nicolas Mahut   | 2-6, 6-3, [10-7]  | Parcours |
| 4  | 17-10-2016 | European Open Anvers                     | ATP 250      | 566 525 €    | Dur (int.)   | Daniel Nestor Édouard Roger-Vasselin | Nicolas Mahut   | 6-4, 6-4          | Parcours |
| 5  | 31-10-2016 | BNP Parisbas Masters Paris               | Masters 1000 | 3 748 925 €  | Dur (int.)   | Henri Kontinen John Peers            | Nicolas Mahut   | 6-4, 3-6, [10-6]  | Parcours |
| 6  | 01-01-2018 | Tata Open Maharashtra Pune               | ATP 250      | 501 345 $    | Dur (ext.)   | Robin Haase Matwé Middelkoop         | Gilles Simon    | 7-65, 7-65        | Parcours |
| 7  | 11-11-2018 | Nitto ATP Finals Londres                 | Masters      | 8 500 000 $  | Dur (int.)   | Mike Bryan Jack Sock                 | Nicolas Mahut   | 5-7, 6-1, [13-11] | Parcours |
| 8  | 16-05-2021 | Open Parc Auvergne-Rhône-Alpes Lyon Lyon | ATP 250      | 419 470 €    | Terre (ext.) | Hugo Nys Tim Pütz                    | Nicolas Mahut   | 6-4, 5-7, [10-8]  | Parcours |
| 9  | 01-11-2021 | Rolex Paris Masters Paris                | Masters 1000 | 2 603 700 €  | Dur (int.)   | Tim Pütz Michael Venus               | Nicolas Mahut   | 6-3, 64-7, [11-9] | Parcours |
| 10 | 04-11-2024 | Moselle Open Metz                        | ATP 250      | 579 320 €    | Dur (int.)   | Sander Arends Luke Johnson           | Albano Olivetti | 6-4, 3-6, [10-3]  | Parcours |

## Palmarès en tournoisChallenger

### Titres en simple (6)
| # | Date       | Nom et lieu du tournoi                                   | Surface    | Finaliste      | Score         |
| - | ---------- | -------------------------------------------------------- | ---------- | -------------- | ------------- |
| 1 | 10/02/2014 | Open BNP Paribas Banque de Bretagne, Quimper             | Dur (int.) | Vincent Millot | 7-65, 6-3     |
| 2 | 03/11/2014 | Internationaux de tennis de Vendée, Mouilleron-le-Captif | Dur (int.) | Marsel Ilhan   | 6-2, 6-3      |
| 3 | 08/02/2016 | Challenger de Bergame                                    | Dur (int.) | Egor Gerasimov | 6-3, 7-65     |
| 4 | 26/09/2016 | Open d'Orléans, Orléans                                  | Dur (int.) | Norbert Gombos | 7-5, 4-6, 6-3 |
| 5 | 22/01/2024 | Open de Quimper Bretagne Occidentale, Quimper            | Dur (int.) | Duje Ajduković | 6-3, 6-2      |
| 6 | 10/03/2025 | Challenger Cherbourg La Manche, Cherbourg-en-Cotentin    | Dur (int.) | Jelle Sels     | 6-3, 6-4      |

### Titres en double
- 2010 : Open d'Orléans (avec Nicolas Renavand)
- 2011 : Open de Cherbourg (avec Nicolas Renavand)
- 2011 : Trophée des Alpilles (avec Édouard Roger-Vasselin)
- 2011 : Open d'Orléans (avec Nicolas Renavand)
- 2012 : Open de Quimper (avec Maxime Teixeira)
- 2012 : Open de Guadeloupe (avec Albano Olivetti)
- 2013 : Challenger d'Itajaí (avec James Duckworth)
- 2013 : Challenger de San Benedetto (avec Maxime Teixeira)
- 2013 : Trophée des Alpilles (avec Albano Olivetti)
- 2014 : Open de Quimper (avec Albano Olivetti)
- 2014 : Tunis Open (avec Adil Shamasdin)
- 2014 : Trophée des Alpilles (avec Konstantin Kravchuk)
- 2014 : Internationaux de tennis de Vendée (avec Nicolas Mahut)
- 2015 : Challenger de Wrocław (avec Albano Olivetti)
- 2020 : I.CLTK Prague Open by Moneta (avec Arthur Rinderknech)
- 2021 : Open d'Orléans (avec Albano Olivetti)
- 2022 : Challenger de Bienne (avec Albano Olivetti)
- 2023 : Challenger de Brunswick (avec Arthur Reymond)
- 2023 : Open Castilla y León (avec Dan Added)

## Parcours dans les tournois duGrand Chelem

### En simple
| Année | Open d'Australie | Open d'Australie | Internationaux de France | Internationaux de France | Wimbledon       | Wimbledon          | US Open         | US Open          |
| ----- | ---------------- | ---------------- | ------------------------ | ------------------------ | --------------- | ------------------ | --------------- | ---------------- |
| 2011  | —                | —                | Q1                       | Paul Capdeville          | —               | —                  | —               | —                |
| 2012  | —                | —                | Q1                       | Axel Michon              | —               | —                  | Q2              | Guido Andreozzi  |
| 2013  | Q2               | Michael Berrer   | Q2                       | Simon Greul              | Q1              | Denis Kudla        | Q2              | Franck Dancevic  |
| 2014  | Q3               | Blaz Rola        | 1er tour (1/64)          | John Isner               | 1er tour (1/64) | Jack Sock          | Q1              | Matteo Viola     |
| 2015  | Q1               | Chung Hyeon      | Q2                       | Andrea Arnaboldi         | 2e tour (1/32)  | Bernard Tomic      | 1er tour (1/64) | R. Bautista-Agut |
| 2016  | 3e tour (1/16)   | J.-W. Tsonga     | 1er tour (1/64)          | Alexander Zverev         | 3e tour (1/16)  | Nicolas Mahut      | 1er tour (1/64) | Mischa Zverev    |
| 2017  | 1er tour (1/64)  | Jack Sock        | 2e tour (1/32)           | Fernando Verdasco        | 2e tour (1/32)  | Benoît Paire       | 1er tour (1/64) | John Isner       |
| 2018  | 1er tour (1/64)  | Denis Istomin    | 3e tour (1/16)           | John Isner               | 2e tour (1/32)  | Alex de Minaur     | 2e tour (1/32)  | Nick Kyrgios     |
| 2019  | 3e tour (1/16)   | Milos Raonic     | 2e tour (1/32)           | Benoît Paire             | 1er tour (1/64) | Kevin Anderson     | 1er tour (1/64) | Alex de Minaur   |
| 2020  | 2e tour (1/32)   | David Goffin     | 2e tour (1/32)           | Alexander Zverev         | Annulé          | Annulé             | —               | —                |
| 2021  | 1er tour (1/64)  | Fabio Fognini    | 1er tour (1/64)          | Jannik Sinner            | 1er tour (1/64) | Pablo Andújar      | 1er tour (1/64) | Adrian Mannarino |
| 2022  | —                | —                | Q1                       | Thiago Agustín Tirante   | —               | —                  | —               | —                |
| 2023  | —                | —                | Q1                       | Aslan Karatsev           | Q2              | T. Seyboth-Wild    | Q1              | Joris De Loore   |
| 2024  | Q2               | Gabriel Diallo   | 1er tour (1/64)          | Novak Djokovic           | Q2              | Zizou Bergs        | Q2              | Maxime Cressy    |
| 2025  | Q1               | Dane Sweeny      | 2e tour (1/32)           | João Fonseca             | Q1              | Shintarō Mochizuki |                 |                  |

N.B. : à droite du résultat se trouve le nom de l'ultime adversaire.

### En double messieurs
| Année | Open d'Australie                                                                        | Open d'Australie                                                                 | Internationaux de France                                                              | Internationaux de France                                                              | Wimbledon                                                                               | Wimbledon                                                                             | US Open | US Open |
| ----- | --------------------------------------------------------------------------------------- | -------------------------------------------------------------------------------- | ------------------------------------------------------------------------------------- | ------------------------------------------------------------------------------------- | --------------------------------------------------------------------------------------- | ------------------------------------------------------------------------------------- | ------- | ------- |
| 2011  | —                                                                                       | —                                                                                | 1er tour (1/32) N. Renavand \|\| style="text-align:left;" \| Ivan Dodig Ivo Karlović  | —                                                                                     | —                                                                                       | —                                                                                     | —       |         |
| 2012  | —                                                                                       | —                                                                                | 1er tour (1/32) A. Olivetti \|\| style="text-align:left;" \| Björn Phau A. Shamasdin  | —                                                                                     | —                                                                                       | —                                                                                     | —       |         |
| 2013  | —                                                                                       | —                                                                                | 1er tour (1/32) N. Renavand \|\| style="text-align:left;" \| J. Melzer Leander Paes   | —                                                                                     | —                                                                                       | —                                                                                     | —       |         |
| 2014  | —                                                                                       | —                                                                                | 1er tour (1/32) A. Olivetti \|\| style="text-align:left;" \| F. López J. Melzer       | —                                                                                     | —                                                                                       | —                                                                                     | —       |         |
| 2015  | Finale N. Mahut                                                                         | S. Bolelli F. Fognini                                                            | 1/8 de finale N. Mahut \|\| style="text-align:left;" \| V. Pospisil Jack Sock         | 1/8 de finale N. Mahut \|\| style="text-align:left;" \| M. Matkowski N. Zimonjić      | Victoire N. Mahut                                                                       | Jamie Murray John Peers                                                               |         |         |
| 2016  | 2e tour (1/16) N. Mahut \|\| style="text-align:left;" \| Pablo Andújar P. Carreño-Busta | 1/8 de finale N. Mahut \|\| style="text-align:left;" \| F. López Marc López      | Victoire N. Mahut                                                                     | J. Benneteau É. Roger-Vasselin                                                        | 1/2 finale N. Mahut \|\| style="text-align:left;" \| Jamie Murray Bruno Soares          |                                                                                       |         |         |
| 2017  | 1/4 de finale N. Mahut \|\| style="text-align:left;" \| Marc Polmans A. Whittington     | 1er tour (1/32) N. Mahut \|\| style="text-align:left;" \| N. Kyrgios J. Thompson | 2e tour (1/16) N. Mahut \|\| style="text-align:left;" \| Jay Clarke M. Willis         | 1er tour (1/32) N. Mahut \|\| style="text-align:left;" \| Robin Haase M. Middelkoop   |                                                                                         |                                                                                       |         |         |
| 2018  | 2e tour (1/16) N. Mahut \|\| style="text-align:left;" \| H. Podlipnik A. Vasilevski     | Victoire N. Mahut                                                                | O. Marach Mate Pavić                                                                  | 2e tour (1/16) N. Mahut \|\| style="text-align:left;" \| P. Petzschner Tim Pütz       | 1/8 de finale N. Mahut \|\| style="text-align:left;" \| Łukasz Kubot Marcelo Melo       |                                                                                       |         |         |
| 2019  | Victoire N. Mahut                                                                       | Henri Kontinen John Peers                                                        | —                                                                                     | —                                                                                     | 2e tour (1/16) Andy Murray \|\| style="text-align:left;" \| Nikola Mektić Franko Škugor | 1er tour (1/32) N. Mahut \|\| style="text-align:left;" \| Rohan Bopanna D. Shapovalov |         |         |
| 2020  | 1er tour (1/32) N. Mahut \|\| style="text-align:left;" \| Simone Bolelli Benoît Paire   | 1/8 de finale N. Mahut \|\| style="text-align:left;" \| W. Koolhof Nikola Mektić | Annulé                                                                                | Annulé                                                                                | —                                                                                       | —                                                                                     |         |         |
| 2021  | 1/4 de finale N. Mahut \|\| style="text-align:left;" \| Nikola Mektić Mate Pavić        | Victoire N. Mahut                                                                | A. Bublik A. Golubev                                                                  | 2e tour (1/16) N. Mahut \|\| style="text-align:left;" \| Jérémy Chardy Fabrice Martin | 1/4 de finale N. Mahut \|\| style="text-align:left;" \| John Peers Filip Polášek        |                                                                                       |         |         |
| 2022  | —                                                                                       | —                                                                                | 1er tour (1/32) N. Mahut \|\| style="text-align:left;" \| Sander Gillé Joran Vliegen  | —                                                                                     | —                                                                                       | —                                                                                     | —       |         |
| 2023  | —                                                                                       | —                                                                                | 1er tour (1/32) N. Mahut \|\| style="text-align:left;" \| Marcos Giron M. McDonald    | 1er tour (1/32) A. Rinderknech \|\| style="text-align:left;" \| A. Erler L. Miedler   | 1/2 finale N. Mahut \|\| style="text-align:left;" \| Rohan Bopanna Matthew Ebden        |                                                                                       |         |         |
| 2025  | —                                                                                       | —                                                                                | 1er tour (1/32) N. Mahut \|\| style="text-align:left;" \| Simone Bolelli A. Vavassori | 3e tour (1/8) J. Thompson \|\| style="text-align:left;" \| H. Heliovaara Henry Patten |                                                                                         |                                                                                       |         |         |

N.B. : le nom du partenaire se trouve sous le résultat ; les noms des ultimes adversaires se trouvent à droite.

### En double mixte
| Année | Open d'Australie | Open d'Australie | Internationaux de France | Internationaux de France     | Wimbledon | Wimbledon | US Open | US Open |
| ----- | ---------------- | ---------------- | ------------------------ | ---------------------------- | --------- | --------- | ------- | ------- |
| 2016  | —                | —                | 1/2 finale K. Mladenovic | Sania Mirza Ivan Dodig       | —         | —         | —       | —       |
| 2024  | —                | —                | T1 F. Ferro              | Heather Watson Joe Salisbury | —         | —         | —       | —       |

N.B. : le nom de la partenaire se trouve sous le résultat ; les noms des ultimes adversaires se trouvent à droite.

## Participation auMasters

### En double
| Année | Ville                 | Surface    | Partenaire    | Résultats | Résultat final    |
| ----- | --------------------- | ---------- | ------------- | --------- | ----------------- |
| 2015  | Londres (O2 Arena)    | Dur indoor | Nicolas Mahut | 1v, 2d    | Éliminé en poules |
| 2016  | Londres (O2 Arena)    | Dur indoor | Nicolas Mahut | 0v, 3d    | Éliminé en poules |
| 2017  | Londres (O2 Arena)    | Dur indoor | Nicolas Mahut | 1v, 1d    | Éliminé en poules |
| 2018  | Londres (O2 Arena)    | Dur indoor | Nicolas Mahut | 3v, 2d    | Finaliste         |
| 2019  | Londres (O2 Arena)    | Dur indoor | Nicolas Mahut | 5v, 0d    | Vainqueur         |
| 2021  | Turin (Pala Alpitour) | Dur indoor | Nicolas Mahut | 4v, 1d    | Vainqueur         |

## Parcours dans lesMasters 1000

### En simple
| Année | Indian Wells                | Miami                  | Monte-Carlo            | Madrid                 | Rome | Canada                    | Cincinnati          | Shanghai | Paris                 |
| ----- | --------------------------- | ---------------------- | ---------------------- | ---------------------- | ---- | ------------------------- | ------------------- | -------- | --------------------- |
| 2013  | —                           | —                      | —                      | —                      | —    | —                         | —                   | —        | 2e tour N. Djokovic   |
| 2014  | —                           | —                      | —                      | —                      | —    | —                         | —                   | —        | 1er tour A. Mannarino |
| 2015  | —                           | —                      | —                      | —                      | —    | —                         | —                   | —        | 1er tour R. Bautista  |
| 2016  | 1er tour J. Kovalík         | 2e tour K. Nishikori   | 2e tour A. Murray      | 1er tour S. Querrey    | —    | —                         | —                   | —        | 1er tour F. López     |
| 2017  | 2e tour F. Verdasco         | —                      | 1er tour C. Berlocq    | 2e tour Borna Ćorić    | —    | 1er tour Jack Sock        | —                   | —        | 1er tour F. López     |
| 2018  | 1/8 de finale Kohlschreiber | 2e tour Marin Čilić    | 2e tour G. Dimitrov    | —                      | —    | 2e tour John Isner        | —                   | —        | 1er tour M. Kukushkin |
| 2019  | 1er tour Kohlschreiber      | 1er tour F. Krajinović | 1/8 de finale B. Ćorić | 1er tour S. Wawrinka   | —    | 1er tour D. Shapovalov    | 1er tour S. Querrey | —        | —                     |
| 2020  | n.o.                        | n.o.                   | n.o.                   | n.o.                   | —    | n.o.                      | —                   | n.o.     | 2e tour M. Raonic     |
| 2021  | —                           | 2e tour F. Auger       | —                      | 1er tour A. Davidovich | —    | —                         | —                   | n.o.     | 1er tour C. Alcaraz   |
|       |                             |                        |                        |                        |      |                           |                     |          |                       |
| 2025  | —                           | —                      | —                      | —                      | —    | 1er tour T. M. Etcheverry |                     |          |                       |

N.B. : sous le résultat se trouve le nom de l’ultime adversaire.

### En double
| Année | Indian Wells                                                          | Indian Wells                                                      | Miami                                                                   | Miami                                                                  | Monte-Carlo                                                              | Monte-Carlo                                                      | Madrid                                                        | Madrid                                                                 | Rome          | Rome           | Canada                                                              | Canada                                                               | Cincinnati                                                           | Cincinnati                                                            | Shanghai         | Shanghai       | Paris                                                                  | Paris |
| ----- | --------------------------------------------------------------------- | ----------------------------------------------------------------- | ----------------------------------------------------------------------- | ---------------------------------------------------------------------- | ------------------------------------------------------------------------ | ---------------------------------------------------------------- | ------------------------------------------------------------- | ---------------------------------------------------------------------- | ------------- | -------------- | ------------------------------------------------------------------- | -------------------------------------------------------------------- | -------------------------------------------------------------------- | --------------------------------------------------------------------- | ---------------- | -------------- | ---------------------------------------------------------------------- | ----- |
| 2014  | —                                                                     | —                                                                 | —                                                                       | —                                                                      | —                                                                        | —                                                                | —                                                             | —                                                                      | —             | —              | —                                                                   | —                                                                    | —                                                                    | —                                                                     | —                | —              | 1er tour (1/16) Mahut \|\| style="text-align:left;" \| Butorac Klaasen |       |
| 2015  | —                                                                     | —                                                                 | —                                                                       | —                                                                      | —                                                                        | —                                                                | —                                                             | —                                                                      | —             | —              | 1/8 de finale Mahut \|\| style="text-align:left;" \| Nadal Verdasco | 1/8 de finale Mahut \|\| style="text-align:left;" \| Bopanna Mergea  | 1/4 de finale Mahut \|\| style="text-align:left;" \| Bolelli Fognini | 1/8 de finale Mahut \|\| style="text-align:left;" \| Berdych Štěpánek |                  |                |                                                                        |       |
| 2016  | Victoire Mahut                                                        | Pospisil Sock                                                     | Victoire Mahut                                                          | Klaasen Ram                                                            | Victoire Mahut                                                           | Murray Soares                                                    | 1/2 finale Mahut \|\| style="text-align:left;" \| Rojer Tecău | —                                                                      | —             | —              | —                                                                   | 1/4 de finale Mahut \|\| style="text-align:left;" \| Nestor Pospisil | —                                                                    | —                                                                     | Finale Mahut     | Kontinen Peers |                                                                        |       |
| 2017  | 1/8 de finale Mahut \|\| style="text-align:left;" \| Djokovic Troicki | 1/8 de finale Mahut \|\| style="text-align:left;" \| Baker Nestor | 1/2 finale Mahut \|\| style="text-align:left;" \| López                 | —                                                                      | —                                                                        | Victoire Mahut                                                   | Dodig Granollers                                              | Victoire Mahut                                                         | Bopanna Dodig | Victoire Mahut | Murray Soares                                                       | —                                                                    | —                                                                    | 1/4 de finale Mahut \|\| style="text-align:left;" \| Murray Soares    |                  |                |                                                                        |       |
| 2018  | 1/8 de finale Mahut \|\| style="text-align:left;" \| Cuevas Zeballos  | —                                                                 | —                                                                       | 1/8 de finale Mahut \|\| style="text-align:left;" \| Cuevas Granollers | 1/2 finale Mahut \|\| style="text-align:left;" \| Bryan                  | —                                                                | —                                                             | 1/8 de finale Mahut \|\| style="text-align:left;" \| Anderson Djokovic | —             | —              | —                                                                   | —                                                                    | 1/4 de finale Mahut \|\| style="text-align:left;" \| Bryan Sock      |                                                                       |                  |                |                                                                        |       |
| 2019  | 1/8 de finale Mahut \|\| style="text-align:left;" \| Mektić Zeballos  | —                                                                 | —                                                                       | 1er tour (1/16) Mahut \|\| style="text-align:left;" \| Haase Koolhof   | —                                                                        | —                                                                | —                                                             | —                                                                      | —             | —              | 1/8 de finale Mahut \|\| style="text-align:left;" \| Murray Skupski | —                                                                    | —                                                                    | Victoire Mahut                                                        | Khachanov Rublev |                |                                                                        |       |
| 2020  | n.o.                                                                  | n.o.                                                              | n.o.                                                                    | n.o.                                                                   | n.o.                                                                     | n.o.                                                             | n.o.                                                          | n.o.                                                                   | —             | —              | n.o.                                                                | n.o.                                                                 | —                                                                    | —                                                                     | n.o.             | n.o.           | 1/4 de finale Mahut \|\| style="text-align:left;" \| Kubot Melo        |       |
| 2021  | —                                                                     | —                                                                 | 1/8 de finale Mahut \|\| style="text-align:left;" \| Kecmanović Qureshi | 1/4 de finale Mahut \|\| style="text-align:left;" \| Mektić Pavić      | 1/4 de finale Mahut \|\| style="text-align:left;" \| Granollers Zeballos | —                                                                | —                                                             | —                                                                      | —             | —              | —                                                                   | n.o.                                                                 | n.o.                                                                 | Finale Mahut                                                          | Pütz Venus       |                |                                                                        |       |
| 2022  | —                                                                     | —                                                                 | —                                                                       | —                                                                      | 1/8 de finale Mahut \|\| style="text-align:left;" \| Melo Zverev         | 1/8 de finale Mahut \|\| style="text-align:left;" \| Brkić Čačić | —                                                             | —                                                                      | —             | —              | —                                                                   | —                                                                    | n.o.                                                                 | n.o.                                                                  | —                | —              |                                                                        |       |

N.B. : le nom du partenaire se trouve sous le résultat ; les noms des ultimes adversaires se trouvent à droite.

## Parcours enCoupe Davis
| #                                                                                               | Date             | Lieu              | Surface      | Gagnant(s)                            | Perdant(s)                          | Score                   |          |
|                                                                                                 |                  |                   |              |                                       |                                     |                         |          |
| 2016 - 1/4 de finale (groupe mondial) - République tchèque - France 1:3                         |                  |                   |              |                                       |                                     |                         |          |
| 1                                                                                               | 15-17/07/2016    | Třinec            | Dur (int.)   | Pierre-Hugues Herbert Nicolas Mahut   | Lukáš Rosol Radek Štěpánek          | 6-1, 3-6, 6-3, 4-6, 6-4 | Parcours |
|                                                                                                 |                  |                   |              |                                       |                                     |                         |          |
| 2016 - 1/2 finale (groupe mondial) - Croatie - France 3:2                                       |                  |                   |              |                                       |                                     |                         |          |
| 2                                                                                               | 16-18/09/2016    | Zadar             | Dur (int.)   | Marin Čilić Ivan Dodig                | Pierre-Hugues Herbert Nicolas Mahut | 7-66, 5-7, 7-66, 6-3    | Parcours |
|                                                                                                 |                  |                   |              |                                       |                                     |                         |          |
| 2017 - 1er tour (groupe mondial) - Japon - France 1:4                                           |                  |                   |              |                                       |                                     |                         |          |
| 3                                                                                               | 03-05/02/2017    | Tokyo             | Dur (int.)   | Pierre-Hugues Herbert Nicolas Mahut   | Yuichi Sugita Yasutaka Uchiyama     | 6-3, 6-4, 6-4           | Parcours |
| 3                                                                                               | 03-05/02/2017    | Tokyo             | Dur (int.)   | Yasutaka Uchiyama                     | Pierre-Hugues Herbert               | 6-4, 6-4                | Parcours |
|                                                                                                 |                  |                   |              |                                       |                                     |                         |          |
| 2017 - 1/2 finale (groupe mondial) - France - Serbie 3:1                                        |                  |                   |              |                                       |                                     |                         |          |
| 4                                                                                               | 15-17/09/2017    | Villeneuve-d'Ascq | Terre (ext.) | Pierre-Hugues Herbert Nicolas Mahut   | Filip Krajinović Nenad Zimonjić     | 6-1, 6-2, 7-63          | Parcours |
|                                                                                                 |                  |                   |              |                                       |                                     |                         |          |
| 2017 - Finale (groupe mondial) - France - Belgique 3:2                                          |                  |                   |              |                                       |                                     |                         |          |
| 5                                                                                               | 24-26/11/2017    | Villeneuve-d'Ascq | Dur (int.)   | Richard Gasquet Pierre-Hugues Herbert | Ruben Bemelmans Joris De Loore      | 6-1, 3-6, 7-62, 6-4     | Parcours |
|                                                                                                 |                  |                   |              |                                       |                                     |                         |          |
| 2018 - 1er tour (groupe mondial) - France - Pays-Bas 3:1                                        |                  |                   |              |                                       |                                     |                         |          |
| 6                                                                                               | 02-04/02/2018    | Albertville       | Dur (int.)   | Pierre-Hugues Herbert Nicolas Mahut   | Robin Haase Jean-Julien Rojer       | 7-66, 6-3, 63-7, 7-62   | Parcours |
|                                                                                                 |                  |                   |              |                                       |                                     |                         |          |
| 2018 - 1/4 de finale (groupe mondial) - Italie - France 1:3                                     |                  |                   |              |                                       |                                     |                         |          |
| 7                                                                                               | 06-08/04/2018    | Gênes             | Terre (ext.) | Pierre-Hugues Herbert Nicolas Mahut   | Simone Bolelli Fabio Fognini        | 6-4, 6-3, 6-1           | Parcours |
|                                                                                                 |                  |                   |              |                                       |                                     |                         |          |
| 2018 - Finale (groupe mondial) - France - Croatie 1:3                                           |                  |                   |              |                                       |                                     |                         |          |
| 8                                                                                               | 23-25/11/2018    | Villeneuve-d'Ascq | Terre (int.) | Pierre-Hugues Herbert Nicolas Mahut   | Ivan Dodig Mate Pavić               | 6-4, 6-4, 3-6, 7-63     | Parcours |
|                                                                                                 |                  |                   |              |                                       |                                     |                         |          |
| 2019 - Phase de poules (groupe mondial) France - Japon 2:1 France - Serbie 1:2                  |                  |                   |              |                                       |                                     |                         |          |
| 9                                                                                               | 18-24/11/2019    | Madrid            | Dur (int.)   | Pierre-Hugues Herbert Nicolas Mahut   | Ben McLachlan Yasutaka Uchiyama     | 64-7, 6-4, 7-5          | Parcours |
| 9                                                                                               | 18-24/11/2019    | Madrid            | Dur (int.)   | Pierre-Hugues Herbert Nicolas Mahut   | Janko Tipsarević Viktor Troicki     | 6-4, 6-4                | Parcours |
|                                                                                                 |                  |                   |              |                                       |                                     |                         |          |
| 2020-2021 - Phase de poules (groupe mondial) France - Tchéquie 2:1 France - Grande-Bretagne 0:0 |                  |                   |              |                                       |                                     |                         |          |
| 10                                                                                              | 25/11-05/12/2021 | Innsbruck         | Dur (int.)   | Pierre-Hugues Herbert Nicolas Mahut   | Jiří Lehečka Tomáš Macháč           | 3-6, 6-4, 6-3           | Parcours |

## Victoires sur le top 20
Pierre-Hugues Herbert a remporté huit matchs face à des joueurs classés dans le top 20 (dont quatre dans le top 10) de l'ATP lors de la rencontre.
| Légende      |
| Grand Chelem |
| Masters 1000 |
| 500 Series   |
| 250 Series   |
| Coupe Davis  |

| # | P-H.H. | Tournoi       | Année | Surface      | Adversaire         | Rang  | Tour | Score                   |
| - | ------ | ------------- | ----- | ------------ | ------------------ | ----- | ---- | ----------------------- |
| 1 | no 109 | Rotterdam     | 2017  | Dur (int.)   | Dominic Thiem      | no 8  | 1/4  | 6-4, 7-63               |
| 2 | no 88  | Madrid        | 2017  | Terre battue | Lucas Pouille      | no 13 | 1/64 | 7-65, 64-7, 6-3,        |
| 3 | no 70  | Wimbledon     | 2017  | Gazon        | Nick Kyrgios       | no 20 | 1/64 | 6-3, 6-4, ab.           |
| 4 | no 67  | Shenzhen      | 2018  | Dur (ext.)   | Stéfanos Tsitsipás | no 15 | 1/16 | 6-3, 7-64               |
| 5 | no 55  | Doha          | 2019  | Dur          | Dominic Thiem      | no 8  | 1/16 | 6-3, 7-5                |
| 6 | no 49  | Monte-Carlo   | 2019  | Terre battue | Kei Nishikori      | no 6  | 1/16 | 7-5, 6-4                |
| 7 | no 43  | Roland-Garros | 2019  | Terre battue | Daniil Medvedev    | no 14 | 1/64 | 4-6, 4-6, 6-3, 6-2, 7-5 |
| 8 | no 93  | Marseille     | 2021  | Dur (ind.)   | Stéfanos Tsitsipás | no 5  | 1/4  | 6-7, 6-4, 6-2           |

## Classements ATP en fin de saison
| Année          | 2010 | 2011 | 2012 | 2013 | 2014 | 2015 | 2016 | 2017 | 2018 | 2019 | 2020 | 2021 | 2022 | 2023 | 2024 |
| Rang en simple | 547  | 336  | 257  | 151  | 111  | 168  | 78   | 81   | 55   | 65   | 83   | 110  | 309  | 236  | 148  |
| Rang en double | 337  | 127  | 137  | 150  | 63   | 14   | 2    | 13   | 12   | 5    | 23   | 8    | 195  | 77   | 346  |

Source : (en) Classements de Pierre-Hugues Herbert sur le site officiel de la Fédération internationale de tennis

## Vie personnelle
Il est en couple depuis 2014 avec Julia Lang. Leur fils Harper naît le 19 septembre 2020. Ils se marient le 17 septembre 2021 en Suisse.
Leur fils Léandre naît le 3 mai 2023.
Il réside à Delémont (Suisse).

## Distinction
- Médaille de la ville de Strasbourg, reçue en avril 2018[67]